# Mikrocomputer für Ausbildung

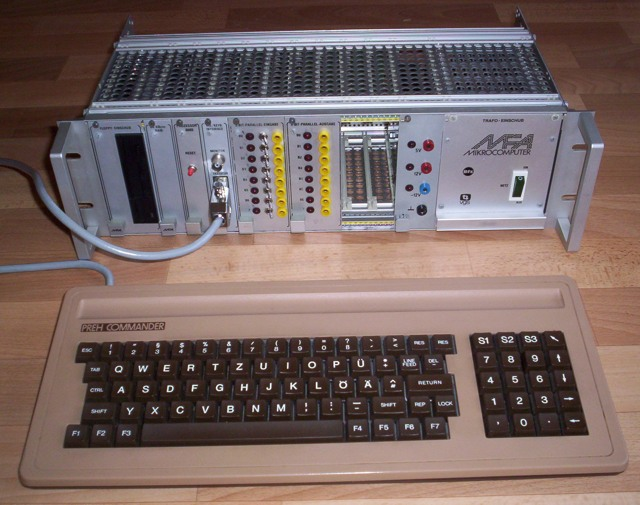
MFA

Der Mikrocomputer für Ausbildung (MFA) ist ein deutscher Mikrocomputer für die Ausbildung. Er wurde z. B. bei der Ausbildung zum Kommunikationselektroniker eingesetzt.

## Ausstattung
Der MFA ist modular in einem 19"-Gehäuse eingebaut und kann mit den unterschiedlichsten Erweiterungskarten bestückt werden. Alle Komponenten, auch die Grundkomponenten, wie CPU, RAM oder ROM sind als Steckkarten ausgelegt. Unter anderem gibt es auch Karten, mit denen man direkten Zugriff auf den Daten-, Adress- und Systembus des Systems hat. Der MFA ist dadurch gut geeignet die Vorgänge in einem Computer nachzuvollziehen. Die Programmierung erfolgt meistens in Assembler. Über die RS232-Schnittstelle kann er an einen PC angeschlossen werden, auf dem eine Terminalemulation läuft, welches dann die Tastatureingaben und die Bildschirmausgabe übernimmt. Es kann aber auch eine eigene Tastatur und ein eigener Monitor angeschlossen werden. Später kam die Unterstützung für das Betriebssystem CP/M hinzu. Hierzu war ein Bootstrap-Loader In einem EPROM vorgesehen, der sich selbst in den Speicher kopiert hat und dann das EPROM abgeschaltet hat um dann den ersten Sektor der Diskette zu laden, aus dem weitere Routinen zum Laden des Betriebssystems CP/M hervorgingen. Nach dem Abschalten des EPROM standen bis zu 64 kB RAM zur Verfügung, die CP/M benutzen konnte. Die Kommunikation mit dem Bediener lief dann über eine 8251-UART-Karte in Verbindung mit einem Terminal. Mit dem MAT85-System lief die Kommunikation über die SID und SOD Pins des Prozessors 8085. Das serielle Protokoll wurde nur durch Software realisiert. Bei Verwendung des 8251-UARTs gegenüber der Softwarelösung wird  eine Menge Rechenleistung frei, in der andere Aufgaben vom Prozessor übernommen werden können.

## Technische Daten
- Erscheinungsjahr: 1979
- Hersteller: BFZ (Berufsförderungszentrum) Essen. Vertrieb von Hardware und Begleitbüchern übernahm der vgs-Verlag in Köln
- Prozessor: Intel 8085, 4 MHz
- ROM: 32 kB
- RAM: 32 kB
- Betriebssystem: MAT85
- Schnittstellen: Tastatur, Video, RS232, Drucker, 8-Bit-Parallel-Eingabe, 8-Bit-Parallel-Ausgabe, AD-Wandler, DA-Wandler, Diskettenlaufwerk (5 1⁄4″ und 3 1⁄2″), EPROM-Brenner

## Betriebssystem MAT 85
Einstellung der Schnittstelle: COM 1, 4800, N, 8, 1
Monitor-Kommandos stellen Programmabläufe auf den Bildschirm dar oder ermöglichen den Dialog mit dem Rechner.

### Monitor-Kommandos
| Kommando          | Kürzel | Funktion |
| ----------------- | ------ | --- |
| BREAKPOINT:       | B      | Dieses Kommando erlaubt es, mit dem GO-Kommando Unterbrechungspunkte einzugeben. Unterbrechungspunkte sind Adressen aus dem Speicherbereich des Anwenderprogramms, an denen die Programmbearbeitung unterbrochen werden soll. Nach der Unterbrechung werden die Inhalte der CPU-Register angezeigt.        |
| GO:               | G      | Mit diesem Kommando können eingegebene Programme gestartet werden. |
| HELP:             | H      | Dient dazu, alle verfügbaren Kommandos des Betriebssystems anzuzeigen. |
| IN:               | I      | Dieses Kommando dient dazu, Daten von Eingabe-Ports zu lesen und anzuzeigen. |
| MEMORY:           | M      | Mit diesem Kommando lassen sich die Inhalte von Speicherzeilen in verschiedenen Formaten (B = Bit, H = Hex, A = ASCII) ausdrucken und ändern. |
| OUT:              | O      | Dient dazu, Daten an Ausgabe-Ports zu senden. |
| PRINT:            | P      | Mit diesem Kommando können die Inhalte von Speicherzeilen in verschiedenen Formaten (Binär, Hexadezimal, Dezimal, ASCII) formatiert (pro Zeile max. 8 Inhalte) ausgedruckt werden. |
| REGISTER:         | R      | Mit diesem Kommando können die Anfangswerte der CPU-Register, z. B. vor einem Testlauf des Anwenderprogramms, vorgegeben werden. Assembler / Disassembler-Kommandos |
| ASSEMBLER:        | A      | Mit diesem Kommando wird ein Programm aufgerufen, das es ermöglicht, Anwendungsprogramme in Mnemo-Code einzugeben. Der eingegebene Code wird Zeile für Zeile in den zugehörigen Maschinen-Code übersetzt und im RAM-Speicher abgelegt.                                                                     |
| DISASSEMBLER:     | D      | Mit diesem Kommando können Programme, die im Maschinen-Code gespeichert sind, in den Assembler-Code übersetzt werden. |
| NEXT INSTRUCTION: | N      | Mit diesem Kommando wird ein Tracer (Verfolger) aktiviert, der es ermöglicht, die Ausführung und Wirkungsweise einer vorgegebenen Anzahl von Programmbefehlen zu verfolgen. dazu wird nach jedem Befehl die Programmbearbeitung kurz unterbrochen und die Inhalte aller CPU-Register werden protokolliert. |
| TRACE INTERVAL:   | T      | Dieses Kommando bewirkt eine Protokollierung der Registerinhalte immer dann, wenn diejenigen Programmbefehle abgearbeitet werden, die in einem vorher zu bestimmenden Speicherbereich liegen. |

### Unterprogramme des Betriebssystems
Die in der folgenden Tabelle aufgeführten Unterprogramme aus dem Betriebssystem können in eigenen Programmen verwendet werden. Um die in der Tabelle angegebenen Namen der Unterprogramme in einem Programm mitbenutzen zu können, müssen diese Namen mit Hilfe der EQU-Anweisung vorher den zugehörigen adressen zugewiesen werden.
| C | Format          |
| - | --------------- |
| 0 | ASCII-Zeichen   |
| 1 | Binärzahl       |
| 2 | Dezimalzahl     |
| 3 | Hexadezimalzahl |

| Adresse | Hex | ASCII-Zeichen                    |
| ------- | --- | -------------------------------- |
| E000    | 31  | 1                                |
| E001    | 32  | 2                                |
| E002    | 33  | 3                                |
| E004    | 00  | nicht-numerisches Schlusszeichen |